# Bairols
Bairols é uma comuna francesa na região administrativa da Provença-Alpes-Costa Azul, no departamento Alpes Marítimos. Estende-se por uma área de 15,24 km², com 114 habitantes, segundo os censos de 1999, com uma densidade de 7 hab/km².
A comuna foi premiada com duas flores pelo Conselho Nacional de Cidades e Aldeias em Flor na Competição de cidades e aldeias em Bloom.